# آقالیق
آقالیق (به ترکی آذربایجانی: Ağalıq، تا ۵ اکتبر ۱۹۹۹ با نام بین‌الملل Beynəlmiləl) یک منطقه مسکونی در جمهوری آذربایجان است که در شهرستان شابران واقع شده‌است. آقالیق ۲۴۴۶ نفر جمعیت دارد.